# Çanakkale
Çanakkale (pronunciado /tʃa'nakale/ en el AFI, o "chanácale" en español), antes en griego Dardanelos, es una ciudad y puerto de Turquía, perteneciente a la provincia homónima, sobre la costa asiática de los Dardanelos (o Helesponto). Existe un servicio de transbordador que la une con la costa europea, al norte del estrecho. Su población es de 143.622 habitantes (2021).
También es la mayor ciudad cercana a las ruinas de Troya. El caballo de madera que se utilizó en la película Troya se exhibe en el malecón. Çanakkale fue originalmente una fortaleza otomana llamada Kale-i Sultaniye (Fortaleza del Sultán) y después tomó fama por su alfarería, origen de su nombre moderno (del turco: çanak = "cerámica" y kale = "fortaleza"). A veces Çanakkale aparece nombrada como "Chanak".

## Ciudades hermanadas
- Pomezia, Italia
- Osnabrück, Alemania